# Grigorij Mihajlovics Kozincev
Grigorij Mihajlovics Kozincev (oroszul: Григорий Михайлович Козинцев; Kijev, 1905. március 22. – Leningrád, 1973. május 11.) orosz szovjet forgatókönyvíró, filmrendező; a Lenfilm stúdió egykori munkatársa.

## Életpályája
Kijevben 1919-ben Alekszandr Ekszter esti festőiskolájában tanult. Szinte még gyerekként színpadi dekorációk festésével, majd barátaival, Szergej Jutkeviccsel és Alekszej Kaplerrel avantgárd színpadi produkciók létrehozásával kezdett foglalkozni. Petrográdon, a Művészeti Akadémiából lett „Szabad állami művészműhelyben”, Natan Altmannál folytatta festészeti stúdiumait, közben részt vett a forrongó, új technikákat és kifejezőeszközöket kereső művészeti életben. Ekkor ismerkedett meg Leonyid Trauberggel, akivel azután több mint húsz éven át együtt készítették – írták és rendezték – filmjeiket. Kozincev és társai 1921 decemberében közzétették a hagyományos színház alapelveit elvető „Excentrizmus” kiáltványukat, majd a következő évben Excentrikus Színészek Üzeme (Фабрика эксцентрического актёра, Fabrika Ekszcentricseszkovo aktyora, rövidítve: FEKSZ) néven színházi stúdiót szerveztek.

### A némafilmek korszaka
Harsány, meghökkentő, cirkuszi és bohózati elemeket is bőven tartalmazó „excentrikus” stílusukat néhány színpadi produkció után a Lenfilm stúdió elődjénél, a Szevzapkinónál igyekeztek a film gyakorlatába átültetni. Kozincev és Trauberg első rövidfilmjeiben (Oktyabrina kalandjai, Miska Jugyenyics ellen) a bohózati jelleg politikai agitációs tartalommal párosult.
A rendezőpáros körül fokozatosan egy állandó alkotói csoport alakult ki; köztük volt több színész, Jenei Jenő díszlettervező és az Ördögkerék(eredeti címe: Az Aurora tengerésze) forgatásakor hozzájuk csatlakozott Andrej Moszkvin, aki állandó operatőrük és új filmes stílusuk – „az expresszionizmusnak egy romantikus ága” – egyik meghatározó alakja lett. Ebben a stílusban vitték filmre Gogol A köpeny című elbeszélését (forgatókönyvét Jurij Tinyanov írta); és dolgoztak fel két történelmi témát: SZ. V. D. (magyar címváltozata: A Nagy Ügy Szövetsége, a dekabrista felkelés egyik epizódjáról) és Új Babilon (a Párizsi Kommün idejéből), melyek stilizált formában ábrázolják a környezetet és a történelmi eseményeket. Az Új Babilon (egy párizsi luxusáruház neve) központi szerepét a FEKSZ-nél tanult, akkor még újonc Jelena Kuzminára bízták. Egy eladólányt alakított, aki a kommün idején a barikádon harcol, és szerelme elárulja. Partnerei voltak a FEKSZ-tagok közül többek között Oleg Zsakov és Szergej Geraszimov, valamint Vszevolod Pudovkin. „Az Új Babilon Kozincev és Trauberg némafilmjeinek csúcsa. Az alakításokban igen pontosan ötvöződnek a meleg és a karikaturisztikus vonások…” Ebben az alkotásban debütált filmzene szerzőként Dmitrij Sosztakovics, aki ettől kezdve szintén a Kozincev-filmek állandó munkatársai közé tartozott.

### Hangosfilmek
Kozincev és rendezőtársa pályáján fontos határkő volt az Egyedül (1931), melyet eredetileg némafilmként forgattak és utólag készítettek hozzá hangot.
Jelena Kuzmina fiatal tanítónőt alakított, aki a nagyvárosból egy altaji faluba érkezve egyedül próbál megküzdeni a régi szokásokkal, a helyi kiskirállyal, a közönnyel azért, hogy a gyerekek iskolába járhassanak. Ezt a munkát már az „excentrikus” stílussal való szakítás és a korabeli valóság realista ábrázolásának igénye jellemezte. „A filmet megtámadták pesszimizmusa miatt.”
1932 és 1938 között Kozincev és Trauberg a Makszim-trilógia forgatókönyvein és rendezésén dolgozott a Lenfilm stúdiónál. Kezdetben nem volt szó trilógiáról, csak az első rész sikere után határozták el a további folytatásokat. Az operatőr itt is Moszkvin, a zeneszerző Sosztakovics, az első két rész díszlettervezője pedig Jenei Jenő volt.
A készítése idejénél húsz-huszonöt évvel korábbi forrongó időszakot bemutató film egy fiatal munkásból lett bolsevik forradalmár útját követi végig 1910-től 1918-ig. Az első részben (És felkel a nap, orosz címének fordítása: Makszim ifjúsága, 1935) gondtalanul gitározgató, egyszerű petrográdi fiatal, aki véletlenül csöppen a forradalmi szervezkedésbe, majd vállalja a szerepet. A másodikban (Makszim visszatérése, 1937) a száműzetésből 1914-ben visszatérő tudatos forradalmár és egy hadiüzemben sztrájkot is szervez; a trilógiát záró Viborgi városrész (1939) cselekménye 1918-ban játszódik, amikor a bolsevik, de pénzügyekben tájékozatlan Makszim egy állami bank népbiztosaként igyekszik kordába szedni a „szabotáló” hivatalnokokat, végül katonaruhában elindul a polgárháborúba. „Az a sajátos filmhumor, amely a csodálatos első részt jellemezte, s amelyben fel lehetett fedezni a FEKSZ régi módszereit,” a folytatásokból fokozatosan kikopott, a második és még inkább a harmadik részben már erősen túlteng a politikai propaganda.
A korábbi szovjet filmek forradalmárjai ismert történelmi személyiségek vagy eszményített hősök voltak. A trilógia Makszimja azonban kitalált személy, egyéni vonásokkal felruházott, hús-vér ember, akinek saját élettörténete van, és az eseményekkel együtt személyisége is változik. Történetét a főszerepet alakító Borisz Csirkov életszerű, mesterkéletlen játéka hitelesíti. Az Egyedülben még csak epizódszerepet játszott, a Makszim-trilógia főhőseként azonban hatalmas sikert aratott és az ország egyik legismertebb férfi színésze lett. A film kitűnően idézi fel a kor hangulatát, eseményeit és helyszíneit, egy hazai méltatója a trilógiát „filmregény”-nek is nevezte; mások óvatosabban fogalmaztak: „Kozincev és Trauberg a Makszim-trilógiával megtették a lépést a realizmus meg a „próza” irányába, művükben mégis fellelhetők még a korábbi dekoratív-romantikus filmek elemei.”
A háború idején Kozincev háborús filmalbumok rövidfilmjeinek készítésében vett részt. A rendező-páros utolsó közös filmje, az Egyszerű emberek (1945) a háborúban egy leningrádi gyár evakuálásáról szól. Forgalmazását „pátosztalan, keserű realizmusa miatt” nem engedélyezték, a filmet csak 1956-ban mutatták be. A kudarc után Kozincev és Trauberg útjai különváltak.
Kozincev kortárs témából nem is forgatott többé filmet. Előbb – több akkori pályatársához hasonlóan, egyazon kaptafára készülő – történelmi „életrajzi” filmeket rendezett: Pirogov (1947), Belinszkij (1951). A filmrendezői pályán maradás nehézségeit jól mutatja, hogy az 1951-es évben a Szovjetunióban csupán kilenc játékfilm készült (míg 1930-ban például 123). Színházban is rendezett, 1954-ben színpadra állította a Hamletet.
Kozincev az úgynevezett „olvadás” idején, 1956 után sem tért vissza a korabeli témákhoz, ehelyett klasszikus irodalmi művek megfilmesítésébe kezdett. 1957-ben Cervantes regénye nyomán elkészítette a Don Quijote-ét, a főszerepben Nyikolaj Cserkaszovval. 1962-ben megjelent könyve, a Kortársunk, Shakespeare következő két nagy filmje előkészítésének is tekinthető. Talán éppen Shakespeare alakjaival próbált elmondani valamit kora valóságáról: 1964-ben filmre vitte Shakespeare Hamlet című tragédiáját. A címszerepet Innokentyij Szmoktunovszkij, Ophelia szerepét az akkor még képzetlen Anasztaszija Vertyinszkaja játszotta, nevét ebben a szerepben ismerte meg a világ. A filmet az 1964. évi Velencei Nemzetközi Filmfesztiválon a zsűri különdíjával tüntették ki.
A rendező másik nagy Shakespeare-vállalkozása és egyben utolsó filmje a Lear király (1970) volt. Ebben „mintha a kelleténél jobban eluralkodnék a szánalom, melyet hősei iránt érez. Jellemző ez egyébként a Don Quijote-filmre és Hamletjére is. Kozincev szánja a világ által meg nem értett álmodókat; szánalmából azonban hiányzik a humor, az egészséges derű…”
Grigorij Kozincev 1922-től foglalkozott pedagógiai tevékenységgel: 1922–1926 között a FEKSZ stúdiójában; 1926–1932 között a Leningrádi Színművészeti Főiskolán; 1944-től a moszkvai Filmművészeti Főiskolán (VGIK).

### Magyarországi bemutatók
Hangosfilmjei többségét a hazai mozikban is vetítették. Magyarországi bemutatóik: És felkel a Nap – 1948. március, (a trilógia második részét nálunk nem mutatták be); Viborgi városrész – 1947. szeptember; Pirogov – 1949. március; Don Quijote – 1957. szeptember; (Hamlet – ???); Lear király – 1971. október.

## Filmjei
Leonyid Trauberggel közösen rendezett filmek: a Viborgi városrészig (bezárólag) és az Egyszerű emberek; közösen írt forgatókönyvek: az Egyszerű emberekig (bezárólag).
- 1924 – Oktyabrina kalandjai (Похождения Октябрины)
- 1925 – Miska Jugyenyics ellen (Мишки против Юденича)
- 1926 – Ördögkerék (Чёртово колесо)
- 1926 – A köpeny (Шинель)
- 1926 – Testvérke (Братишка)– (Bemutató: 1927. április)
- 1927 – Sz. V. D. – A Nagy Ügy Szövetsége –(С. В. Д. – Szojuz Velikovo Dela)
- 1929 – Új Babilon (Новый Вавилон)
- 1931 – Egyedül (Одна)
- 1934 – És felkel a Nap [Makszim ifjúsága] (Юность Максима) – (Bemutató: 1935. január)
- 1937 – Makszim visszatérése (Возвращение Максима)
- 1938 – Viborgi városrész (Выборгская сторона) – (Bemutató: 1939. február)
- 1941–1942 – Háborús filmalbumokban, rövidfilmek (Боевой киносборник № 2)
- 1945 – Egyszerű emberek (Простые люди) – (Bemutató: 1956)
- 1947 – Pirogov (Пирогов)
- 1951 – Belinszkij (Белинский) – (Forgatókönyvíró: Ju. German)
- 1957 – Don Quijote (Дон Кихот) – (Színes)
- 1964 – Hamlet, 1–2. rész (Гамлет) – (Forgatókönyvíró is)
- 1970 – Lear király 1–2. (Король Лир) – (Forgatókönyvíró is)

## Magyarul
- A filmszalag nem ég el; ford. Bárány György; Gondolat, Bp., 1976